# Oxira rufa
Oxira rufa là một loài bướm đêm trong họ Noctuidae.